# Anomala seticrus
Anomala seticrus är en skalbaggsart som beskrevs av Ohaus 1912. Anomala seticrus ingår i släktet Anomala och familjen Rutelidae. Inga underarter finns listade i Catalogue of Life.